# Доронин, Павел Владимирович
Павел Владимирович Доронин (род. 21 августа 1988, Уфа) — российский хоккеист, защитник.

## Биография
Воспитанник «Салавата Юлаева». В российской Суперлиге дебютировал 25 октябре 2005 года в домашней игре против «Авангарда» (2:4), проведя единственный матч в сезоне. Последним матчем за «Салават Юлаев», также единственным в сезоне, стала гостевая игра первого сезона КХЛ 24 декабря 2008 года против «Торпедо» (4:2). В сезонах 2008/09 — 2015/16 играл за команду ВХЛ «Торос» Нефтекамск.
Участник чемпионата мираа среди юниорских команд 2006, зимнего Европейского юношеского Олимпийского фестиваля 2005.

## Достижения
- Чемпион России (2007/08)
- Бронзовый призёр молодёжного чемпионата мира (2008)
- Обладатель «Кубка Братины» (2011/12, 2012/13, 2014/15)[2]